# 520-е годы
520-е (пятьсо́т двадца́тые) го́ды по юлианскому календарю — промежуток времени с 1 января 520 года по 31 декабря 529 года, включающий 520 год 2-го десятилетия   и с 521 по 529 годы    3-го десятилетия VI века 1-го тысячелетия.  Они закончились 1496 лет назад.

## Важнейшие события
- Ирано-византийская война (526—532)[1][2].
- Королевство Мерсия (527—918).

## Персоналии
- 523 — Иоанн I становится папой римским;
- 526 — папство переходит к Феликсу IV;
- 527 — Юстиниан I становится императором Византии;

## Культура
- 528 — в Корее построен буддийский храм Пульгукса;
- 529 — вышла первая редакция Свода Юстиниана — фундаментального труда в юриспруденции;
- 529 — по приказу Юстиниана I была закрыта Платоновская Академия основанная в 385 году до н. э. Платоном;
- 529 — в ходе восстания Самарии полностью разрушена первая Базилика Рождества Христова.